# Ouvrage de Saint-Ours Nord-Est
L'ouvrage de Saint-Ours Nord-Est, appelé aussi l'abri nord-est de Saint-Ours, est une fortification faisant partie de la ligne Maginot, située sur la commune de Val d'Oronaye, dans le département des Alpes-de-Haute-Provence.
Il s'agit d'un abri construit à partir de 1931 pour abriter une section de fantassins. En surface, il est composé de deux blocs d’entrée et d'un bloc cheminée.

## Description
L'abri est construit sur l'adret de la vallée de l'Ubayette, à 1 800 mètres d'altitude (le fond de vallée est à 1 450 m), juste à l'est du hameau de Saint-Ours ; le gros ouvrage de Saint-Ours Haut est sur le même versant, à 600 mètres plus en amont.

### Position sur la ligne
Dans les Alpes, les fortifications françaises barrent les différents axes permettant de franchir la frontière franco-italienne et d'entrer en France. Ces défenses contrôlent les principales vallées, formant le plus souvent deux lignes successives : d'abord la ligne des avant-postes, ensuite la « ligne principale de défense ». Cette dernière s'appuie sur de gros ouvrages bétonnés.
Dans le cas de la vallée de l'Ubayette, permettant de descendre du col de Larche, le barrage (appelé le « barrage de Larche ») se situe à hauteur de Meyronnes (c'est le « quartier Meyronnes », une subdivision du secteur fortifié du Dauphiné), composée de trois ouvrages : le gros ouvrage de Roche-la-Croix sur l'ubac, le petit ouvrage de Saint-Ours Bas en fond de vallée, et le gros ouvrage de Saint-Ours Haut sur l'adret. L'ensemble est précédé en amont par l'avant-poste de Larche soutenu par les vieilles batteries de Viraysse et de Mallemort, et renforcé légèrement en aval par trois abris : les ouvrages de l'Ancien-Camp, de Fontvive Nord-Ouest et de Saint-Ours Nord-Est.

### Blocs et souterrains
L'ouvrage est un abri-caverne, avec en surface deux blocs d'entrée et un bloc cheminée pouvant servir de sortie de secours, les trois sur le même versant regardant vers l'ouest. Comme tous les autres ouvrages de la ligne Maginot, celui de Saint-Ours Nord-Est est conçu pour résister à un bombardement d'obus de gros calibre. Les organes de soutien sont donc aménagés en souterrain, creusés sous plusieurs mètres de roche, tandis que les entrées, dispersés en surface sous forme de blocs, sont protégés par d'épais cuirassements en acier et des couches de béton armé. Le niveau de protection se limite au no 1, soit une dalle d'un mètre et demie d'épaisseur de béton, ainsi que des murs d'1,70 m (pour ceux qui sont exposés), soit de quoi résister à un bombardement allant jusqu'aux obus de 160 mm.
Ces trois éléments de surface sont reliés par deux galeries souterraines servant de caserne et de protection (en cas de bombardement) à une section d'infanterie. Cette caserne était équipée de chambrées avec des lits métalliques, d'une cuisine, d'un système de chauffage et de ventilation, d'un poste téléphonique (indicatif AB 1200), des lavabos, des latrines, un poste de secours, deux groupes électrogènes (composés chacun d'un moteur Diesel SMIM fournissant 12 ch couplé à un alternateur), de stocks de munitions et de nourriture, ainsi que de réservoirs d'eau et de gazole (de quoi tenir trois mois).
Le bloc 1 est l'entrée nord de l'ouvrage. Elle était défendue par un créneau pour fusil-mitrailleur type MAC 1924/1929 et une cloche GFM (pour « guetteur et fusil mitrailleur »). Le bloc 2 est l'entrée sud. Cette seconde entrée était défendue par un simple créneau pour fusil mitrailleur. Les fusils mitrailleurs étaient chacun protégé par une trémie blindée et étanche (pour la protection contre les gaz de combat). Ils tiraient la cartouche de 7,5 mm à balle lourde (modèle 1933 D de 12,35 g au lieu de 9 g pour la modèle 1929 C). Ces FM étaient des MAC modèle 1924/1929 D, dont la portée maximale est de 3 000 mètres, avec une portée pratique de l'ordre de 600 mètres. L'alimentation du FM se fait par chargeurs droits de 25 cartouches, avec un stock de 14 000 par cloche GFM, 7 000 par FM de casemate et 1 000 pour un FM de porte ou de défense intérieure. La cadence de tir maximale est de 500 coups par minute, mais elle est normalement de 200 à 140 coups par minute,.

## Histoire
Les plans de l'abri sont validés par la Commission d'organisation des régions fortifiées en 1931. En 1936, le coût de l'ouvrage est estimé à 2 185 100 francs (valeur de décembre 1936).
L'ouvrage a été utilisé comme abri pour une section du 83e bataillon alpin de forteresse d'août 1939 (date du début de la mobilisation) jusqu'à la fin juin 1940 (après l'entrée en application de l'armistice franco-italien). L'abri est ensuite évacué par son équipage, car la partie alpine de la ligne Maginot se trouvait intégralement dans la zone démilitarisée en avant de la petite zone d'occupation italienne. En novembre 1942, l'occupation italienne s'étend jusqu'au Rhône (invasion de la zone libre), puis le 8 septembre 1943 les troupes allemandes remplacent celles italiennes (conséquence de l'armistice de Cassibile).
L'Armée a abandonné l'ouvrage après-guerre, mais ce dernier est désormais utilisé par le CNRS comme station sismique, les souterrains abritant des sismographes enregistreurs. Les mouvements de terrain ont provoqué une cassure dans la galerie ; la cuisine et la centrale électrique ont été démontées, mais il reste des lits dans les chambrées.